# The Zutons
The Zutons is een vijfkoppige indie-rockband uit Liverpool, Engeland.
The Zutons werden in 2001 in Liverpool opgericht. De naam "Zutons" komt van de gitarist van "The Magic Band", Zoot Horn (of "Zuton") Rollo. Oorspronkelijk hadden The Zutons vier bandleden, maar nadat Abi Harding een paar keer op saxofoon mee had gedaan met een optreden, werd zij al snel bandlid.
Het eerste album dat The Zutons uitbrachten was Devil's Deal, in 2002, en bevatte drie nummers. In 2003 kwam Creepin' An' A Crawlin'  uit en daarna de single "Haunts Me". Het album Who Killed...... The Zutons? werd in 2004 uitgebracht en kwam op de dertiende plaats in de Britse albumlijst terecht. Een jaar later kwam het album opnieuw de albumlijst binnen en belandde toen op de negende plaats.
Het album Tired Of Hanging Around kwam uit in 2006 en dit album haalde de tweede plaats in de Britse albumlijst. De daarvan getrokken single "Valerie" werd een succes in Nederland.
The Zutons stonden in 2004 op Lowlands en in 2006 op Pinkpop.